# Louise van Anhalt-Dessau

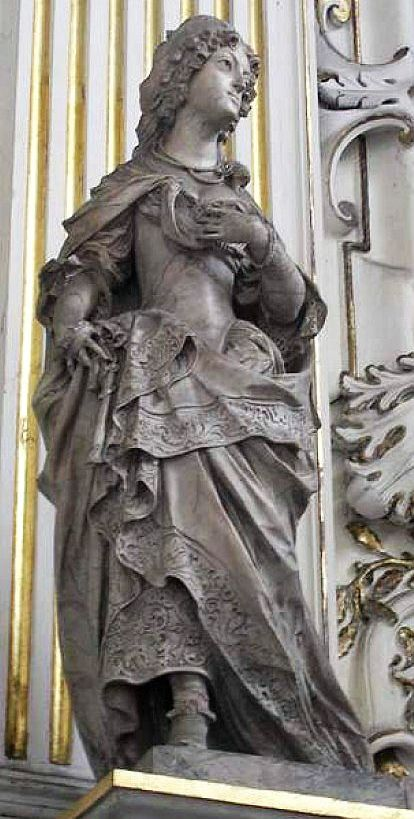
Standbeeld van Louise van Anhalt-Dessau in het Piasten-mausoleum in de Johannes de Doper-kerk van Liegnitz.

Louise van Anhalt-Dessau (Dessau, 10 februari 1631 - Ohlau, 25 april 1680) was van 1648 tot 1654 en van 1664 tot 1672 hertogin-gemalin van Brieg, van 1648 tot 1672 hertogin-gemalin van Ohlau, van 1653 tot 1672 hertogin-gemalin van Wohlau en van 1653 tot 1654 en van 1664 tot 1672 hertogin-gemalin van Liegnitz. Daarna was ze van 1672 tot 1675 zelfstandig hertogin van Wohlau en van 1672 tot aan haar dood zelfstandig hertogin van Ohlau. Ze behoorde tot het huis der Ascaniërs.

## Levensloop
Louise was de derde dochter van vorst Johan Casimir van Anhalt-Dessau uit diens eerste huwelijk met Agnes, dochter van landgraaf Maurits van Hessen-Kassel.
Op 24 november 1648 huwde ze in haar geboortestad Dessau met Christiaan (1618-1672), hertog van Brieg en Ohlau in Silezië. Haar echtgenoot was toen medeheerser over deze gebieden, samen met zijn broers George III en Lodewijk IV. In 1652 beviel ze van haar eerste dochter Charlotte (1652-1707).
In 1653 erfden haar echtgenoot en diens twee broers na het overlijden van hun oom George Rudolf tevens de hertogdommen Liegnitz en Wohlau, waarna de drie broers in 1654 overgingen tot een verdeling van hun landerijen. Hierbij verwierf Christiaan de kleine en armoedige hertogdommen Wohlau en Ohlau. Louise en Christiaan settelden zich in Ohlau, waar ze in 1657 het leven schonk aan haar tweede dochter Louise, die in februari 1660 overleed. Zes maanden daarna, in september 1660, werd hun derde kind geboren: de langverwachte zoon en erfopvolger George Willem (1660-1675). In 1664 beviel Louise van haar vierde en laatste kind, een tweede zoon genaamd Christiaan Lodewijk, die amper een maand leefde.  
Ondertussen had Christiaan na de overlijdens van zijn broer Lodewijk IV (1663) en George III (1664) opnieuw de hertogdommen Liegnitz en Brieg verworven, waardoor hij nog maar de enige heerser over de landerijen van zijn familie was. Christiaan stierf in februari 1672 en werd in Liegnitz en Brieg opgevolgd door zijn zoon George Willem, die wegens zijn minderjarigheid onder het regentschap van zijn moeder werd geplaatst. Louise zelf kreeg als weduwegoed de hertogdommen Wohlau en Ohlau toegewezen, in overeenstemming met het testament van haar echtgenoot.
In juli 1672 huwde haar dochter Charlotte in het geheim met de hertog Frederik van Sleeswijk-Holstein-Sonderburg-Wiesenburg, de plechtigheid die werd voltrokken door een katholieke priester. Dit bracht Louise in de problemen, de protestantse Silezische Staten verweten haar zwakheid en pleitten ervoor om haar af te zetten als regentes. Ondanks het protest van Louise werd haar zoon George Willem door keizer Leopold I van het Heilige Roomse Rijk vroegtijdig volwassen verklaard en in maart 1675 uitgeroepen tot zelfstandig hertog van Liegnitz en Brieg. Als eerste regeringsdaad ontnam hij zijn moeder de heerschappij over het hertogdom Wohlau. De regering van George Willem was echter kort, hij stierf in november 1675 aan de pokken. Omdat hij geen kinderen had, stierf het huis Piasten uit in de mannelijke lijn en nam keizer Leopold I, in diens hoedanigheid als koning van Bohemen en leenheer van George Willem, zijn landgoederen in.
Na de dood van haar zoon behield Louise het hertogdom Ohlau als weduwegoed. In de laatste jaren van haar leven liet ze een mausoleum voor de Silezische Piasten optrekken in de Johannes de Doper-kerk in Liegnitz, waar de overblijfselen van haar echtgenoot, zoon en enkele voorouders werden bijgezet. Ze stierf in april 1680 en werd bijgezet naast haar echtgenoot. Haar landgoederen werden ingenomen door haar leenheer, keizer Leopold I.